# Florent Muslija
Florent Muslija (Achern, 6 juli 1998) is een Kosovaars-Duits voetballer die doorgaans als vleugelspeler speelt. Hij tekende in 2018 bij Hannover 96.

## Clubcarrière
Muslija debuteerde in mei 2017 in het eerste elftal van Karlsruher SC. Tijdens het seizoen 2017/18 speelde hij 37 wedstrijden in de 3. Liga in het shirt van Karlsruher. Op 31 augustus 2018 tekende Muslija een vierjarig contract bij Hannover 96, dat 1,4 miljoen euro veil had voor de vleugelspeler. Op 30 september 2018 debuteerde hij in de Bundesliga in het uitduel tegen Eintracht Frankfurt en was hij meteen trefzeker.